# Cielos despejados
Cielos despejados (en ruso: Чистое небо, romanizado: Chístoe nebo), es una película dramática y romántica soviética de 1961 dirigida por Grigori Chujrái y protagonizada por Yevgueni Urbanski y Nina Dróbysheva. La película ganó el Gran Premio (junto con La isla desnuda de Kaneto Shindō) en el Festival Internacional de Cine de Moscú de 1961. Su director ganó el Golden Gate Award al mejor director en el Festival Internacional de Cine de San Francisco ese mismo año.

## Sinopsis
La película tiene lugar en la Unión Soviética durante las décadas de 1940 y 1950. Durante la Segunda Guerra Mundial, el piloto Alekséi Astájov es derribado en territorio enemigo, capturado y posteriormente logra escapar. Cuando regresa a casa al acabar la guerra, es expulsado del Partido Comunista, despedido de su trabajo y privado de todas sus condecoraciones.
En tiempos de paz, Alekséi es tratado con desconfianza y sospecha: es un soldado que había estado en cautiverio y, por lo tanto, ha «manchado el carácter moral del piloto soviético». Por todo ello, sufre, no puede encontrar trabajo como piloto ni un lugar en la vida. El amor de Sasha Lvova, que ha conservado a través de la guerra y las dificultades de la posguerra, lo salva. Después de la muerte de Stalin, Alekséi es llamado al Ministerio de Defensa, donde le devuelven sus condecoraciones militares. Finalmente regresa a su escuadrón aéreo y se dedica a probar aviones.

## Reparto
- Yevgueni Urbanski como Alekséi Astájov
- Nina Dróbysheva como Sasha Lvova
- Natalia Kuzminá como Liusya
- Vitali Konyáiev como Petya
- Gueorgui Kulikov como Mitya
- Leonid Knyázev como Iván Ilyich
- Gueorgui Georgiu como Nikolái Avdéyevich
- Oleg Tabakov como Seryozhka
- Álik Krylov como Serguéi
- Vitali Bóndarev como Yegorka

## Premios
- 1961 - Festival Internacional de Cine de Moscú: obtuvo el Gran Premio a la mejor película;[1]
- 1961 - Festival Internacional de Cine de San Francisco, obtuvo el Golden Gate al mejor director.[4][2]